# Rezonator
Rezonator – układ mechaniczny lub elektryczny, w którym zachodzą drgania rezonansowe.
Przykładami rezonatorów mechanicznych są wahadło, sprężyna, struna, membrany akustyczna i muzyczna.
Przykładami rezonatorów akustycznych są rura Kundta, rezonator Helmholtza. Stosowane powszechnie służą do tłumienia dźwięku (hałasów) lub do rezonansowego wzmacniania dźwięku.
Rezonatory elektryczne są stosowane m.in. w generatorach ultradźwięków, stabilizatorach częstotliwości, maserach, akceleratorach cząstek naładowanych. Wyróżnia się rezonatory piezoelektryczne, magnetostrykcyjne oraz wnękowe.